# ضاحية كانتشيبورام
كانشيبورام رمزها «KC» (بالإنجليزية: Kanchipuram)‏ ، هو تقسيم إداري لدولة الهند تتبع ولاية تاميل نادو (بالإنجليزية: Tamil  Nadu)‏ ، مركزها هو مدينة كانتشيبورام (بالإنجليزية: Kanchipuram)‏ عدد سكانها حسب تعداد سنة 2001 هو 2,869,920 ، مساحتها 4,433 كم² وكثافة السكان 647 لكل كم² .